# Caroline Dhavernas
Caroline Dhavernas (Montréal, 15 maggio 1978) è un'attrice canadese.

## Biografia
Nata a Montréal, in Québec, è figlia degli attori Sébastien Dhavernas e Michèle Deslauriers e sorella di Gabrielle Dhavernas, attrice e doppiatrice. Essendo di lingua madre francese, ha imparato l'inglese alle elementari presso la The Priory School. Ha interpretato la dottoressa Lily Brenner nella serie Off the Map e la dottoressa Alana Bloom in Hannibal.

## Filmografia parziale

### Cinema
- Cap tourmente, regia di Michel Langlois (1993)
- L'oreille de Joé, regia di Alain Desrochers e Alain DesRosiers – cortometraggio (1996)
- Il momento sbagliato (Running Home), regia di Marc F. Voizard (1999)
- L'île de sable, regia di Johanne Prégent (1999)
- L'altra metà dell'amore (Lost and Delirious), regia di Léa Pool (2001)
- Out Cold, regia di The Malloys (2001)
- Edge of Madness, regia di Anne Wheeler (2002)
- The Baroness and the Pig, regia di Michael MacKenzie (2002)
- Les moutons de Jacob, regia di Jean-François Pothier (2002)
- Le valigie di Tulse Luper - La storia di Moab (The Tulse Luper Suitcases, Part 1: The Moab Story), regia di Peter Greenaway (2003)
- The Tulse Luper Suitcases: Antwerp, regia di Peter Greenaway (2003)
- Nez rouge, regia di Erik Canuel (2003)
- Niagara Motel, regia di Gary Yates (2005)
- Tutte per uno (These Girls), regia di John Hazlett (2005)
- A Life in Suitcases, regia di Peter Greenaway (2005)
- L'uomo medio più medio (Comme tout le monde), regia di Pierre-Paul Renders (2006)
- Hollywoodland, regia di Allen Coulter (2006)
- La belle bête, regia di Karim Hussain (2006)
- Breach - L'infiltrato (Breach), regia di Billy Ray (2007)
- Comment survivre à sa mère, regia di Émile Gaudreault (2007)
- Guerra sporca (Passchendaele), regia di Paul Gross (2008)
- Il grido della civetta (The Cry of the Owl), regia di Jamie Thraves (2009)
- De père en flic, regia di Émile Gaudreault (2009)
- Due cuori e una provetta (The Switch), regia di Will Speck e Josh Gordon (2010)
- Devil, regia di John Erick Dowdle (2010)
- Wrecked, regia di Michael Greenspan (2010)
- One Last Dance, regia di Richard Lehun – cortometraggio (2010)
- Mars et Avril, regia di Martin Villeneuve (2012)
- Goodbye World, regia di Denis Henry Hennelly (2013)
- Le vrai du faux, regia di Émile Gaudreault (2014)
- The Forbidden Room, regia di Guy Maddin e Evan Johnson (2015)
- Blind Vaysha, regia di Theodore Ushev – cortometraggio (2016)
- Chasse-Galerie, regia di Jean-Philippe Duval (2016)
- Easy Living, regia di Adam Keleman (2017)
- De père en flic 2, regia di Émile Gaudreault (2017)
- Hochelaga, Terre des Âmes, regia di François Girard (2017)
- Oh, Canada - I tradimenti (Oh, Canada), regia di Paul Schrader (2024)

### Televisione
- Wonderfalls – serie TV, 13 episodi (2004)
- The Pacific – miniserie TV, puntate 01-10 (2010)
- Off the Map – serie TV, 13 episodi (2011)
- Hannibal – serie TV, 29 episodi (2013-2015)
- Blue Moon – serie TV, 20 episodi (2016)
- Mary Kills People – serie TV, 18 episodi (2017-2019)

## Doppiatrici italiane
Nelle versioni in italiano delle opere in cui ha recitato, è stata doppiata da:
- Domitilla D'Amico in Wonderfalls, Breach - L'infiltrato, L'uomo medio + medio
- Federica De Bortoli in Off the Map, Hannibal
- Natasha Daunizeau in Out Cold
- Patrizia Mottola in Tutte per uno
- Valentina Pollani in Law & Order: Criminal Intent
- Emanuela D'Amico in Wrecked
- Chiara Colizzi in Le valigie di Tulse Luper - La storia di Moab
- Anna Cugini in Oh, Canada - I tradimenti